# Liste der Mitglieder der Deutschen Akademie der Naturforscher Leopoldina/1941
Die Liste der Mitglieder der Deutschen Akademie der Naturforscher Leopoldina für 1941 listet alle Personen, die im Jahr 1941 zum Mitglied berufen wurden. Insgesamt gab es 24 neu gewählte Mitglieder.

## Neu gewählte Mitglieder
| Nr. 1 | Name                   | Beiname 1 | Geboren       | Aufnahme 1 | Gestorben     | Sektion                                      | Bild                    | Datenbank              |
| ----- | ---------------------- | --------- | ------------- | ---------- | ------------- | -------------------------------------------- | ----------------------- | ---------------------- |
|       | Johann Daniel Achelis  |           | 7. Juni 1898  |            | 21. Sep. 1963 | Physiologie                                  |                         | Johann Daniel Achelis  |
|       | Buntaro Adachi         |           | 15. Juni 1865 |            | 1. Apr. 1945  | Anthropologie                                | Buntaro Adachi          | Buntaro Adachi         |
|       | Julius Bartels         |           | 17. Aug. 1899 |            | 6. März 1964  | Geophysik und Meteorologie                   | Grab von Julius Bartels | Julius Bartels         |
|       | Max Caspar             |           | 7. Mai 1880   |            | 1. Sep. 1956  | Wissenschafts- und Medizingeschichte         |                         | Max Caspar             |
|       | Adolfo Ferrata         |           | 1880          |            | 1946          | Innere Medizin                               |                         | Adolfo Ferrata         |
|       | Walter Frey            |           | 10. Jan. 1884 |            | 2. Sep. 1972  | Innere Medizin                               |                         | Walter Frey            |
|       | Albert Frey-Wyssling   |           | 9. Nov. 1900  |            | 30. Aug. 1988 | Botanik                                      | Albert Frey-Wyssling    | Albert Frey-Wyssling   |
|       | Paul Götz              |           | 2. Mai 1891   |            | 29. Aug. 1954 | Geophysik und Meteorologie                   | Grab von Paul Götz      | Paul Götz              |
|       | Fritz Heise            |           | 10. März 1866 |            | 25. Okt. 1950 | Geologie und Paläontologie                   |                         | Fritz Heise            |
|       | Folke Henschen         |           | 1881          |            | 1977          | Pathologie                                   | Folke Henschen          | Folke Henschen         |
|       | Ernst Hentschel        |           | 25. Feb. 1876 |            | 9. Dez. 1945  | Zoologie                                     |                         | Ernst Hentschel        |
|       | Philipp Lersch         |           | 4. Apr. 1898  |            | 15. März 1972 | Psychiatrie, Med. Psychologie und Neurologie | Philipp Lersch          | Philipp Lersch         |
|       | Wladimir Markov        |           | 1883          |            | 1962          | Mikrobiologie und Immunologie                |                         | Wladimir Markov        |
|       | Einar Meulengracht     |           | 7. Apr. 1887  |            | 26. Dez. 1976 | Innere Medizin                               |                         | Einar Meulengracht     |
|       | Karl Oberste-Brink     |           | 15. Juni 1885 |            | 17. Jan. 1966 | Geologie und Paläontologie                   |                         | Karl Oberste-Brink     |
|       | Paul Raethjen          |           | 11. Apr. 1896 |            | 31. März 1982 | Geophysik und Meteorologie                   |                         | Paul Raethjen          |
|       | Georg Schaltenbrand    |           | 26. Nov. 1897 |            | 24. Okt. 1979 | Psychiatrie, Med. Psychologie und Neurologie |                         | Georges Schaltenbrand  |
|       | Bruno Schulz           |           | 1888          |            | 1944          | Zoologie                                     |                         | Bruno Schulz           |
|       | Max Simoneit           |           | 17. Okt. 1897 |            | 2. Feb. 1962  | Psychiatrie, Med. Psychologie und Neurologie |                         | Max Simoneit           |
|       | Einar Sjövall          |           | 1879          |            | 1964          | Pathologie                                   |                         | Einar Sjövall          |
|       | Hubertus Strughold     |           | 15. Juni 1898 |            | 25. Sep. 1986 | Physiologie                                  |                         | Hubertus Strughold     |
|       | Rudolf Tomaschek       |           | 23. Dez. 1895 |            | 8. Feb. 1966  | Physik                                       |                         | Rudolf Tomaschek       |
|       | Gyula von Darányi      |           | 1888          |            | 1958          | Mikrobiologie und Immunologie                |                         | Gyula von Darányi      |
|       | Hermann von Guttenberg |           | 13. Jan. 1881 |            | 8. Juni 1969  | Botanik                                      | Hermann von Guttenberg  | Hermann von Guttenberg |